# Bugudanahalli, Tumkur
Bugudanahalli là một làng thuộc tehsil Tumkur, huyện Tumkur, bang Karnataka, Ấn Độ.